# Jednostka regionalna Tasos
Jednostka regionalna Tasos (nwgr.: Περιφερειακή ενότητα Θάσου) – jednostka administracyjna w północnej Grecji w regionie Macedonia Wschodnia i Tracja. Powołana do życia 1 stycznia 2011 w wyniku przyjęcia nowego podziału administracyjnego kraju. W 2021 roku liczyła 13 tys. mieszkańców.
W skład jednostki wchodzi tylko jedna gmina: Tasos.

Wyspa Tasos z lotu ptaka (animacja 3D)